# Julqvällen
Julqvällen är en berättande dikt från 1841 av den finlandssvenske författaren Johan Ludvig Runeberg. Den utspelar sig på julafton vid en herrgård där dyster stämning råder på grund av att svärsonen i huset är borta och strider i turkiska kriget. Dikten är indelad i tre sånger. Den är skriven på hexameter med lyriska avbrott i andra sången. Dikten har genremässiga inslag av både idyll och hjälteepos.
Runeberg påbörjade dikten 1838 och publicerade utdrag i två omgångar 1838 och 1839. Den färdiga dikten gavs ut 12 december 1841. Illustrerade upplagor utkom 1876 med bilder av Albert Edelfelt och 1898 med bilder av Olle Hjortzberg.

## Handling
Den här gången vill det mot vanan inte arta sig till någon riktig julstämning på den gamle majorens gård. Han sitter i sin länstol och är sur över att han ska vara ensam man bland jämrande kvinnor, då hans svärson kaptenen är ute i kriget och hjälper grekerna i deras krig mot turkarna. Men så kommer svärsonen ändå hem till sin väntande maka som en glad överraskning och med honom den riktiga julglädjen.
Nu sitter den gamle majoren inte längre och är butter utan vaggar belåtet fram och tillbaka i sin gungstol och suger sin pipa i ro. Men åt den gamle soldaten Pistol, som är bjuden till herrgården, medför den hemkomne ett sorgebud: hans son har stupat i kriget. För att trösta den gamle över hans förlust erbjuder då den godhjärtade majoren sin vapenbroder ett hem hos sig på herrgården. Men gamle Pistol är för stolt för att vilja leva av andras bröd, hur hjärtligt det än må vara honom unnat. Då bor han hellre kvar i sin lilla koja och lever av de gåvor som Gud skänker honom, förklarar han.
Detta svar får majorens hjärta att svälla av stolthet över fäderneslandet:
| ” | Sagt; men i högre gestalt sig reste den ädle majoren; fullare svällde hans barm, och hans blick, förklarad och manlig, mätte soldaten. Han teg, han kände sitt hjärta förstoras. Finland stod för hans själ, det kulna, hans torftiga, gömda, heliga fädernesland, och den gråa kohorten från Saimens stränder, hans levnads fröjd, hans femtioåriga stolthet, trädde på nytt för hans syn med hans vapenbroder, som fordom flärdlös, trumpen och lugn med en järnfast ära i djupet. | „ |

## Mottagande
Helsingfors Tidningar beskrev dikten som "en kärkommen Julgäst, som säkerligen kommer att emottagas af talrika fosterländska hjertan med det hjertligaste wälkommen".
Signaturen D.D. (Daniel Danielus) skrev i Frey:
Efter att i Nadeschda hafva upprullat taflor af rik och praktfull omvexling, af en nästan orientalisk fägring och kolorit, återvänder skalden i denna dikt tillbaka till sitt älskade hemland, till målningen av dess enkla lif, seder och natur, som under hans pensel antaga så mycket värma, lif och behag. Det är isynnerhet i mästerskapet att framställa Finska nationaliteten obemängd och fri från främmande tillsatser, i en på en gång sann och idealisk gestalt, som hemligheten af denna skaldeförmåga hufvudsakligen ligger.
Runebergforskare som Carl Gustaf Estlander och Werner Söderhjelm har beskrivit Julqvällen som en höjdpunkt i Runebergs hexameterdiktning.